# Сант'Агата ли Батиати
Сант'А̀гата ли Батиа̀ти (на италиански: Sant'Agata li Battiati, на сицилиански Sant'Àita li Vattiati, Сант'Айта ли Ватиати) е град и община в Южна Италия, провинция Катания, автономен регион и остров Сицилия. Разположен е на 320 m надморска височина. Населението на общината е 9396 души (към 2010 г.).